# Corana
Corana é uma comuna italiana da região da Lombardia, província de Pavia, com cerca de 790 habitantes. Estende-se por uma área de 13 km², tendo uma densidade populacional de 61 hab/km². Faz fronteira com Bastida de' Dossi, Cervesina, Pieve Albignola, Sannazzaro de' Burgondi, Silvano Pietra, Voghera, Zinasco.

## Demografia
| Variação demográfica do município entre 1861 e 2011                               |
|                                                                                   |
| Fonte: Istituto Nazionale di Statistica (ISTAT) - Elaboração gráfica da Wikipedia |